# Spergularia nicaeensis
Spergularia nicaeensis är en nejlikväxtart som beskrevs av Émile Burnat. Spergularia nicaeensis ingår i släktet rödnarvar, och familjen nejlikväxter. Arten har ej påträffats i Sverige.